# Мар'ян Смолюховський
Мар'ян Смолюхо́вський (пол. Marian Smoluchowski; 28 травня 1872, Фордербрюль, біля Відня — 5 вересня 1917, Краків) — польський фізик-теоретик і альпініст. У 28-річному віці став наймолодшим професором в Австро-Угорській імперії. Одночасно з А. Айнштайном описав броунівський рух (1905). Розробив теорію критичної опалесценції (1908).
У 1898—1913 роках працював у Львівському університеті, був професором кафедри теоретичної фізики. З 1913 р. — професор кафедри експериментальної фізики Краківського університету.

## Біографічні відомості
Народився в австрійському містечку Фордербрюль біля Відня у сім'ї Вільгельма Смолюховського — чиновника канцелярії імператора Франца Йосифа. Закінчив елітну гімназію «Терезіанум» й Віденський університет (1894), де як основні предмети обрав фізику та математику. Його дисертація була захищена у 1895 році і враховуючи її високий рівень, вона отримала нагороду від імператора, а її автор — перстень з діамантом.
У 1896—1897 роках працював в університетах Парижа (в Габріеля Ліппмана), Глазго (у Вільяма Томсона) і Берліна (в Еміля Варбурга).
З 1898 року працював у Львівському університеті, з 1900 — професор на кафедрі теоретичної фізики. З 1913 — професор кафедри експериментальної фізики Краківського університету (в 1917 також його ректор). Помер у Кракові від шигельозу під час епідемії.

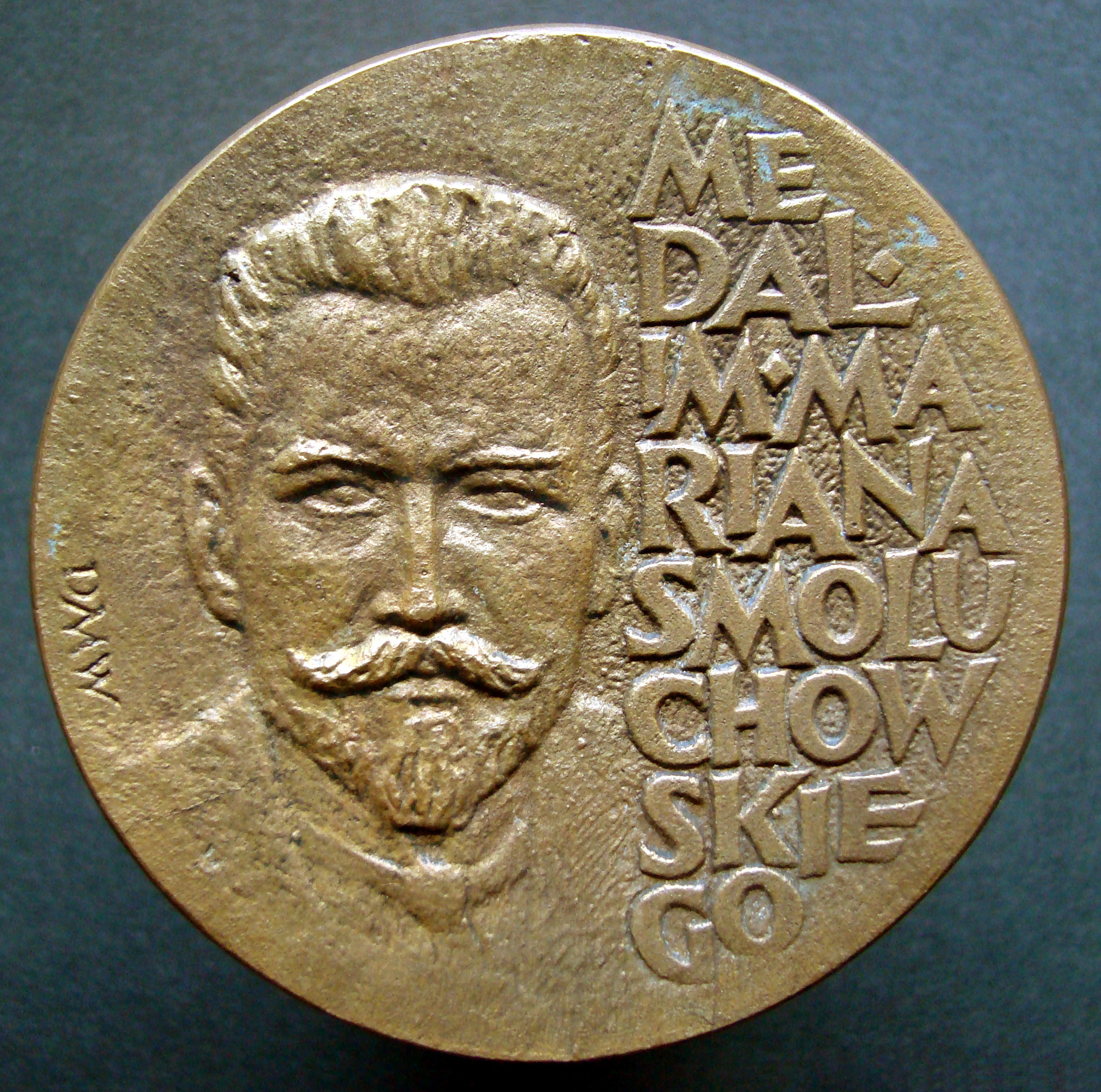
Медаль
імені М. Смолюховського

Польським фізичним товариством заснована медаль Смолюховського, яку вручають з 1965 року за досягнення в галузі фізики.

## Наукова діяльність
Основні праці присвячені статистичній фізиці. У 1898 році створив теорію стрибка температури біля твердої поверхні для розріджених газів. Роботи Смолюховського з теорії флуктуацій (1904) і броунівського руху (1906) поряд з роботами Альберта Айнштайна є основними у цій галузі. Смолюховський створив на основі теорії броунівського руху кінетичну теорію коагуляції колоїдів, теорію електрокінетичних явищ, заклавши фундамент кінетичної теорії колоїдних систем. На основі теорії флуктуацій розробив теорію критичної опалесценції (1908).
Роботи Смолюховського завдали серйозного удару гіпотезі «теплової смерті Всесвіту», довели справедливість молекулярно-кінетичної теорії і сприяли остаточному зміцненню атомістичних уявлень.